# Ficinia secunda
Ficinia secunda är en halvgräsart som först beskrevs av Vahl, och fick sitt nu gällande namn av Carl Sigismund Kunth. Ficinia secunda ingår i släktet Ficinia och familjen halvgräs. Inga underarter finns listade i Catalogue of Life.